# 程控交换机
程控交换机，也称为程控数字交换机或数字程控交换机，通常专指用于电话交换网的交换设备，它以计算机程序控制电话的接续。
数字程控交换机分为长途交换机，本地交换机等。另外还有专用于信令网和智能网的类型。
数字程控交换机的基本功能为：用户线接入，中继接续，计费，设备管理等。
本地交换机自动检测用户的摘机动作，给用户的电话机回送拨号音，接收话机产生的脉冲信号或双音多频(DTMF)信号，然后完成从主叫到被叫号码的接续（被叫号码可能在同一个交换机也可能在不同的交换机）。在接续完成后，交换机将保持连接，直到检测出通信的一方挂机。